# Македонски кирилски лист
Македонският кирилски лист, още Хилфердингов лист или Лист на Хилфердинг (на руски: Македонский кириллический листок), е кирилски пергаментен ръкопис от първата половина на X век.
Ръкописът се състои от един-единствен лист. Открит е от Александър Хилфердинг през 1857 година на Балканите. Мястото, където е намерен, не е точно неизвестно, но се предполага, че е Македония. Гилфердинг подарява ръкописа на И. И. Срезневски, който го издава многократно. След това за известно време оригиналът се счита за изгубен. Г. А. Илински го открива у В. Срезневски (1905 г.), фотографира го и го издава. Съхранява се в Библиотеката на Руската академия на науките в Санкт Петербург - в сбирката на И. И. Срезневски № 63, сигн. 24.4.16.
Листът е зле запазен – пергаментът е силно повреден. Представлява откъс от трактат за преводаческото изкуство. Почеркът е архаично наклонено висящо писмо, подобен на този на Енинския апостол и Савината книга. Правописът е свързан с Преславските епиграфски кирилски паметници от края на IX – първата половина на X век. Едноеров е - използва малкия ер и има влияние от глаголицата - за ю се използва единствено глаголическата буква. Авторът е неизвестен, като са изказвани предположения, че е Йоан Екзарх, Константин-Кирил Философ , Методий, Константин Преславски.
Ръкописът е издаван многократно. През 1906 г. Григорий Илински публикува издание, което дълго време се счита за най-меродавно. Образцов прочит на паметника, с редица бележки и речник, е обнародван в България през 1978 година от Ангелина Минчева.. Уточнения по това издание прави Иван Добрев.

## Издания
- Срезневский, Измаил И. Из обозрения глаголических памятников. В: Известия Императорского археологического общества, 5, 1863, 2, с. 66-68.
- Срезневский, Измаил И. Древние глаголические памятники сравнительно с памятниками кириллицы. СПб., 1866, с. 276-279.
- Срезневский, Измаил И. Македонский листок. В: Древние славянские памятники юсового письма с описанием их и с замечаниями об особенностях их правописания и языка. СПб., 1868, с. 192 - 193.
- Ильинский, Григорий А. Македонский листок. Отрывок неизвестного памятника кирилловской письменности XI- XII в. (Памятники старославянского языка, 1.5). СПб., 1906.
- Минчева, Ангелина. Старобългарски кирилски откъслеци (Български езикови паметници I). София, Българска академия на науките, Институт за български език, Издателство на Българската акдемия на науките 1978, с. 76-89.